# Dafydd ap Llywelyn
Dafydd ap Llywelyn (ca. marts 1212 - 25. februar 1246) var en fyrste af det walisiske fyrstendømme Gwynedd fra 1240 til 1246. Han var den første hersker, der havde titlen fyrste af Wales.
Han var søn af Llywelyn den Store. Han blev efterfulgt af Llywelyn ap Gruffudd.